# Ринопластика Тома
«Ринопластика Тома» (англ. Tom's Rhinoplasty) — одинадцятий епізод серіалу «Південний Парк», прем'єра якого відбулася 11 лютого 1998 року.

## Сюжет
Венді і Стен перед початком уроків обговорюють романтичні плани на День святого Валентина. В клас заходить директорка Вікторія і повідомляє, що містер Гаррісон найближчим часом викладати не буде, і його замінюватиме тимчасова вчителька. З'ясовується, що вона — приголомшлива красуня, і Стен, Кайл, Кенні і Картман миттєво в неї закохуються. Це дуже лякає Венді. Стен починає блювати, коли до нього звертається міс Еллен (раніше він так реагував на Венді, що було ознакою його закоханості). Венді вирішує, що міс Елен хоче відібрати у неї Стена.
Тим часом з'ясовується, що містер Гаррісон вирішив зробити собі пластичну операцію зі зміни форми носа, для чого приходить в «ринопластичну клініку Тома». З'ясовується, що результатом операції може стати докорінна зміна зовнішності Гаррісона, і він з радістю погоджується.
Хлопці охоплені бажанням сподобатися міс Еллен. Вони розповідають про нову красуню-вчительку Шефу, і той на найближчому уроці підходить до неї і співає пісеньку «No Substitute», присвячену її неповторній красі, чим домагається спільної вечері. Після уроку Венді, яка мучиться, бачачи захопленість Стена міс Еллен, підходить до вчительки і погрожує: «Do not fuck with me» («Не переходь мені дорогу!»).
У День святого Валентина міс Еллен розбирає подарунки від дітей (Венді дарує їй здохлу тваринку), після чого проводить диктант, а хто напише найкраще — зможе з нею повечеряти. В їдальні хлопці питають Шефа, як пройшло побачення; він зніяковіло відповідає, що не дуже, і пояснює, що міс Елен — «грає за іншу команду», потім пояснює, що вона — лесбійка (але відмовляється пояснити, що це таке). Хлопці вирішують стати лесбійками.
Венді за участю Бібі намагається змінити одяг, щоб відвернути на себе увагу хлопців. Однак нове відверте вбрання міс Еллен знову затьмарює її. До того ж з'ясовується, що саме Стен переміг в «конкурсі» і буде вечеряти з міс Еллен, після чого в школу приходить містер Гаррісон, який після ринопластичних операцій став моделлю і улюбленцем жінок, і оголошує, що йде зі школи назавжди (тобто міс Еллен залишається постійною вчителькою третього класу). Венді нажахана і визнає власну поразку.
Хлопчики вирішують стати лесбійками. Для цього вони, за порадою Ліенн Картман, чиї евфемізми розуміють занадто буквально, намагаються «лизати статеву щілину» (в їхньому варіанті — щілину в підлозі) і «зацямкувати коробочку». На вечері Стен розмовляє з міс Еллен, думаючи, що це і називається «займатися любов'ю», і на наступний день хвалиться. Однак в той же день в клас несподівано вривається купка іракців, які оголошують, що міс Елен — біженка з Іраку і злочинниця, її звинувачують у вбивстві та підробці особи і він називається "Maqesh Alaq Makaraqesh". Директорка Вікторія дозволяє їм забрати міс Еллен, а містер Гаррісон, якому остогидла надмірна жіноча увага, змінює собі ніс назад і повертається до викладання.
Іракці садять міс Еллен в ракету і відправляють на Сонце, де вона і згоряє. В цей же день у будинку Венді відбувається вечірка. Кайл недовірливо запитує у Венді, чи не здається їй дивним «викриття» їх вчительки; в цей же момент до Венді підходять кілька іракців, вона говорить з ними про щось і жбурляє пачку грошей. Кайл нажахано запитує — невже це Венді все підтасувала? Та дивиться прямо перед собою, її погляд лякаюче змінюється, і вона каже: «А я попереджала її: не переходь дорогу Венді Тестабургер!».

## Смерть Кенні
Коли міс Еллен хапають іракці, вона в паніці відбирає у одного з них меч і розмахує ним; він вилітає у неї з рук і потрапляє точно межиочі Кенні, «прибиваючи» його до стіни. Стен говорить: "О Боже мій! Вона вбила Кенні!", а Кайл додає: "Сволота!".

## Персонажі
Це перший в серіалі епізод, де не з'являється жодного нового персонажа.
У класі сидять (зліва направо): Білл; Енні; Клайд; Піп; Кенні; токен; Кайл; Стен; Кевін; Картман; Венді; Бібі; Берта. Коли Стен говорить, що їм з друзями треба стати лесбійками, можна побачити Крейга, який чомусь сидить в одязі, що відрізняється від його звичного вбрання.

## Пародії
Міс Еллен озвучена спеціально запрошеною акторкою — Наташею Генстридж.
Після операції на носі у містера Гаррісона з'являється обличчя Девіда Хассельхоффа. Пісня, яка грає щоразу, як з'являється містер Гаррісон з новим носом, — «Shadow Dancing» Енді Гіба.
Фраза «Нам подзвонили — твоя бабуся щойно померла» взята з фільму «Ферріс Б'юллер бере вихідний».

## Факти
У цьому епізоді з'являються інопланетяни: коли в класі з'являються іракці і діти ховаються під столи, у голови інопланетянина на одній з картин позаду парт моргають очі.
На стіні в ринопластичній клініці висить колаж із зображенням профілю людини зі слонячим носом і написом: "There Is Hope. Dr. Tom " (англ. Надія є. Доктор Том).
Коли Шеф підходить і, як зазвичай, вітається з дітьми фразою «Hello there children», ті не відповідають, хоча зазвичай закінчують «стандартне привітання» відповіддю хором «Hey Chef».
Пісня, яка лунає, коли Венді плаче і згадує їх відносини зі Стеном, виконана Кортні Форд, яка знімалася у фільмі за участю Паркера і Стоуна «Бейскетбол». Під час одного зі спогадів, якого не було в попередніх серіях, Венді вболіває за Стена на футбольному тренуванні — можливо, це відсилання до подій епізоду 104.
Фотограф, що знімає містера Гаррісона, раніше з'являвся в епізоді «Деміен» — його можна побачити в натовпі поруч з батьком Максі.
Включаючи сцени спогадів, в цьому епізоді Стен блював 19 разів.